# Hörre bei Herborn und Lemptal
Hörre bei Herborn und Lemptal este o arie protejată (arie de protecție specială avifaunistică — SPA) din Germania întinsă pe o suprafață de 5.066,16 ha, integral pe uscat.

## Localizare
Centrul sitului Hörre bei Herborn und Lemptal este situat la coordonatele 50°37′25″N 8°23′39″E / 50.6236°N 8.3942°E.

## Înființare
Situl Hörre bei Herborn und Lemptal a fost declarat arie de protecție specială avifaunistică în noiembrie 2004 pentru a proteja 16 specii de animale.

## Biodiversitate
Situată în ecoregiunea continentală, aria protejată nu include niciun habitat protejat.
La baza desemnării sitului se află mai multe specii protejate de  păsări (16): pescăruș albastru (Alcedo atthis), Ardea cinerea cinerea, barză neagră (Ciconia nigra), porumbel de scorbură (Columba oenas), Corvus monedula, prepeliță (Coturnix coturnix), ciocănitoarea de stejar (Dendrocopos medius), ciocănitoare neagră (Dryocopus martius), șoimul rândunelelor (Falco subbuteo), capîntortură (Jynx torquilla), sfrâncioc roșiatic (Lanius collurio), gaia roșie (Milvus milvus), viespar (Pernis apivorus), codroșul de pădure (Phoenicurus phoenicurus), ciocănitoare verzuie (Picus canus), sitar de pădure (Scolopax rusticola).